# David Jan Godfroid
David Jan Godfroid (Amsterdam, 1959) is een Nederlands journalist.

## Opleiding en carrière
Godfroid rondde in 1985 zijn studie journalistiek af. Daarna werkte hij onder meer als verslaggever voor Persbureau Argos, het ANP, NOS radio en het NOS Journaal. Hij schreef voor de Volkskrant, Het Parool en het Nederlands Dagblad.

### Oost-Europa
Vanaf 1999 werkt Godfroid in Oost-Europa: aanvankelijk was hij correspondent voor de Balkan en werkte van 2005 tot 2008 als verslaggever in Rusland. Daarna keerde hij terug naar Belgrado en werd in 2012 wederom verslaggever voor Rusland en voormalige Sovjetrepublieken. Na ruim 8 jaar (2021) verhuisde Godfroid wederom naar Servië, en is er correspondent voor de Balkan. Iris de Graaf volgde hem op als correspondent voor Rusland.
Op 23 augustus 2023 maakte de NOS bekend dat Godfroid stopt met het correspondentschap als gevolg van de ziekte COPD.

## Privéleven
Godfroid is getrouwd met een Servische en woont in Belgrado. 